# Гнатов, Андрей Викторович
Андрей Викторович Гнатов (укр. Андрій Вікторович Гнатов, род. прибл. в 1980 г.) — украинский военачальник, генерал-майор. Начальник Генерального штаба Вооружённых сил Украины с 16 марта 2025 года. Командующий объединёнными силами Вооружённых сил Украины (24 июня 2024 — 26 февраля 2025).

## Биография
В 2001 году окончил Харьковский институт танковых войск.
С 2016 по 2018 год — начальник штаба 36-й отдельной бригады морской пехоты. С 2018 по 2021 год — командир 36-й отдельной бригады морской пехоты.
С 2022 года — заместитель командующего войсками оперативного командования «Юг» Сухопутных войск Вооружённых Сил Украины.
Командующий войсками оперативного командования «Восток» Сухопутных войск Вооружённых Сил Украины.
21 мая 2024 года Верховным судом ДНР был заочно приговорён к 28 годам лишения свободы "за военные преступления против мирного населения".
24 июня 2024 года назначен Командующим объединёнными силами Вооружённых сил Украины.
23 августа 2024 присвоено звание генерал-майора
27 января 2025 года после взятия Великой Новосёлки Вооружёнными силами РФ президент Украины Владимир Зеленский командующим восточным фронтом вместо Андрей Гнатова назначил Михаила Драпатого.
27 февраля Андрей Гнатов назначен заместителем начальника Генерального штаба Вооружённых сил Украины, а 16 марта начальником Генштаба ВСУ.

## Воинские звания
- подполковник
- полковник (2018?)
- бригадный генерал (17.06.2022)
- генерал-майор (23.08.2024)

## Награды
- Отличие Президента Украины — Медаль «За военную службу Украине» (5 июля 2015)[8][9]
- Орден Богдана Хмельницкого (Украина) III ст. (21 августа 2020) — «за весомый личный вклад в укрепление обороноспособности Украинского государства, мужество, проявленное во время боевых действий, образцовое исполнение служебных обязанностей и высокий профессионализм»[10].
- Крест боевых заслуг (27 июля 2022) — «за выдающиеся личные заслуги в защите государственного суверенитета и территориальной целостности Украины, самоотверженное служение Украинскому народу, верность военной присяге»[11].